# 首都高速7號小松川線
首都高速道路7號小松川線（日语：／ Shuto kōsoku 7 gō Komatsugawa sen */?）起於日本東京墨田區兩國系統交流道至江戶川區連接京葉道路的首都高速道路的路線。

## 概要
最初計畫從墨田區東兩國1丁目至江戶川區小松川4丁目的5.9公里道路，但隨著與首都高速6號向島線連接處位置變更，起點改至墨田區千歲1丁目，終點也延伸至江戶川區谷河內町直通京葉道路。
全區間為標準路寬16.5公尺的雙向各2車道設計，全段皆為高架構造，大致可分為豎川上方高架、荒川與中川橋梁、中川以東等三大部分。隅田川左岸的兩國系統交流道至荒川的約5公里區間為利用豎川上方空間的高架段。由於河寬僅約20公尺，大幅限制地基，加上軟淤泥層較厚，因此多採跨度40公尺左右的鋼質簡易合成樑橋、床板採用輕質混凝土減輕下部結構的負擔。小松川地區則購入都電車庫舊址作用替代用地。荒川、中川上是最大跨度160公尺斜張橋為主體的荒川大橋。通過荒川與中川之間堤防上並跨越7號線的首都高速中央環狀線在1987年9月9日開通（開通當時未連通）。荒川大橋以東的地表是優良的砂層，地盤穩固，因此上層採混凝土製，匝道部分選擇首都高速首次採用的蘑菇型構造（ピルツ構造）。荒川大橋東詰至國道14號的高架兩側設有附屬道路。
整體而言，7號小松川線直線區間長、線形和緩。小松川系統交流道可連絡中央環狀線。

## 出入口
全線都位於日本東京都內。
| 出入口編號                                                        | 中文設施名   | 日文設施名                          | 英文設施名                 | 接續路線名                                   | 起點起計（公里） | 備註                                            | 所在地   |
| ----------------------------------------------------------------- | ------------ | ----------------------------------- | -------------------------- | -------------------------------------------- | ---------------- | ----------------------------------------------- | -------- |
| 向島線 銀座、神田橋、箱崎方向                                     |              |                                     |                            |                                              |                  |                                                 |          |
| -                                                                 | 兩國JCT      |                                     |                            | 向島線 銀座、神田橋、箱崎方向                | 0.0              | 往向島線駒形、堀切方向必須在箱崎環島掉頭        | 墨田區   |
| -                                                                 | 錦糸町TB     |                                     |                            | -                                            | 2.0              | 銀座、箱崎方向                                  | 墨田區   |
| 701                                                               | 錦糸町出入口 |                                     |                            | 東京都道465號深川吾嬬町線（四目通）          | 2.3              | 銀座、箱崎方向出入口                            | 江東區   |
| 702                                                               | 錦糸町出入口 | 2.8                                 | 京葉道路、小松川方向出入口 | 東京都道465號深川吾嬬町線（四目通）          |                  |                                                 | 江東區   |
| -                                                                 | 小松川JCT    |                                     |                            | 首都高速中央環狀線 E4 東北道、 E6 常磐道方向 | 6.6              | 只限E14 京葉道路、小松川方向⇔向島、小菅方向聯絡 | 江戶川區 |
| 703                                                               | 小松川出入口 |                                     |                            | 東京都道308號千住小松川葛西沖線（船堀街道）  | 7.0              | 銀座、箱崎方向出入口                            | 江戶川區 |
| 705                                                               | 一之江出入口 | 東京都道318号環状七号線（環七通り） | 8.4                        | 銀座・箱崎方面出入口                         |                  |                                                 | 江戶川區 |
| 途經E14 京葉道路幕張、C3 外環道 三鄉、高谷、E14 館山道 木更津方向 |              |                                     |                            |                                              |                  |                                                 |          |

### 兩國系統交流道
往箱崎、江戶橋方向時，因與6號向島線匯合，2線道縮短為1線道，加上前方還有急彎以及箱崎系統交流道、江戶橋系統交流道等，因此錦糸町本線收費站往東方向的區間常發生交通堵塞。

### 小松川交流道
7號小松川線（京葉道路方向）與中央環狀線（堀切方向）連絡的「小松川交流道」興建計劃，是首都高速道路中期擠塞對策的其中一環，已於2019年12月1日通車。同時小松川出入口也完成改建，可從中央環狀線出入。

## 歷史
- 1958年8月18日：決定都市計畫（建設省告示1553號）
- 1967年
  - 1月26日：建設動工[2]。
  - 5月6日：都市計畫變更（建設省告示1594號）
- 1971年3月21日：首都高速道路6號向島線（江戶橋系統交流道（日语：江戸橋ジャンクション）～向島出入口間）開通，同時全線開通。
- 1991年11月9日 - 15日：修護工程全線封閉。
- 2015年2月16日：東京都江戶川區西小松川町的高價塗裝工程發生火災，造成兩名作業員死亡。
  - 該日起小松川線上下線禁止通行。2015年2月17日上午恢復上行線通車。下線因補強工程繼續封閉。
- 2015年2月26日：下午恢復下行線通車。
- 2019年（令和元年）12月1日：小松川系統交流道啟用[6]。

## 交通量
24小時交通量（台）　道路交通調查
| 區間                            | 平成17（2005）年度 | 平成22（2010）年度 | 平成27（2015）年度 |
| ------------------------------- | ------------------ | ------------------ | ------------------ |
| 兩國系統交流道 - 錦糸町出入口   | 56,669             | 55,544             | 53,157             |
| 錦糸町出入口 - 小松川系統交流道 | 56,669             | 62,966             | 61,571             |
| 小松川系統交流道 - 小松川出入口 | 56,669             | 62,966             | 61,571             |
| 小松川出入口 - 一之江出入口     | 56,669             | 59,754             | 60,789             |

（來源：「平成22年度道路交通センサス （页面存档备份，存于）」・「平成27年度全国道路・街路交通情勢調査 （页面存档备份，存于）」（國土交通省網頁））
- 令和2年度預定實施的交通量調査因嚴重特殊傳染性肺炎的影響而延期[7]。

### 備註
1. ↑  首都高速道路的連接點在「谷河內」[1]。

## 外部連結
- 首都高速道路株式會社 （页面存档备份，存于）